# Distichophyllum fuegianum
Distichophyllum fuegianum är en bladmossart som beskrevs av Celina Maria Matteri 1975. Distichophyllum fuegianum ingår i släktet Distichophyllum och familjen Hookeriaceae. Inga underarter finns listade i Catalogue of Life.